# Кулібі
Кулібі (англ. Kulibi) — гора, розташована в 70 км на схід від міста Дире-Дауа в області Оромо, Ефіопія. Тут розташований великий храм Архангела Габріеля — місце паломництва для членів ефіопської православної Церкви Тевахідо, якій приписують багато чудес. Щороку в липні і більш значно в січні, сотні тисяч прочан приходять до Кулібі Санкт-Гавриїла. Церкву було побудовано Расом Маконненом, батьком імператора Хайле Селассіє I, на початку 1900-х і розширено імператором в 1950 р.